# Falliten
Falliten er en dansk stumfilm fra 1907 produceret af Nordisk Films Kompagni og instrueret af Viggo Larsen.
Filmens titel er på Det Danske Filminstituts hjemmeside angivet som Falliten, hvilket antageligvis er en fejlstavning af Fallitten, idet filmens handling (se nedenfor) antageligvis vedrører en fallit.
Filmen er kun delvist bevaret. 

## Handling
Filmen er ukomplet og har ikke noget bevaret program, der kan gøre rede for handlingen. Fragmentet består af følgende scener: Scene 1: En ældre og en yngre mand snakker sammen i en stue. Scene 2: Den unge mand bejler til en kvinde og bliver afvist til fordel for en anden bejler. Scene 3: Den ældre mand modtager et telegram om et skibsforlis, men teksten "Alt er tabt". Nyheden driver ham næsten til selvmord. Scene 4: De to mænd står nu uden for en butik og virker igen glade. En kvinde sidder med et barn på skødet, der måske tilhører den unge mand og den kvinde, han tidligere efterstræbte.

## Medvirkende
- Viggo Larsen